# Удивительный дар Картмана
Удивительный дар Картмана (англ. Cartman's Incredible Gift) — эпизод 813 (№ 124) сериала «Южный парк», премьера которого состоялась 8 декабря 2004 года. Это последний эпизод, в котором появляется водитель школьного автобуса мисс Крабтри.

## Сюжет
Картман хочет научиться летать, для чего делает себе деревянные крылья и спрыгивает с крыши дома. После короткой комы он приходит в себя в больнице, в одной палате с жертвой серийного убийцы, который отрезает своим жертвам кисти левой руки. На глазах у офицеров полиции, стоящих рядом с жертвой, Картман по очевидным признакам угадывает несколько вещей — что в кармане у одного из них лежат ключи от машины, что скоро принесут обед (это делается по расписанию), что на обед будет мясной рулет (по запаху). Тем не менее, детективы Луис Ейтц и его напарник впечатлены. Ейтц предполагает, что Картман получил экстрасенсорные способности вследствие удара головой, и предлагает Картману помочь расследованию за денежное вознаграждение.
Приехав на место преступления, Картман, закрыв глаза, «видит» мороженое. Ейтц делает вывод, что маньяк — владелец кафе-мороженого Том Йоханнсен, которого тут же арестовывают. Однако убийства продолжаются, и детективы решают, что это дело рук «имитаторов маньяка», после чего снова прибегают к помощи Картмана. В результате он отправляет в тюрьму ещё нескольких человек и неплохо на этом наживается. Когда домой к Картману приходят конкурирующие экстрасенсы-детективы, он смеётся в лицо всем их требованиям, после чего они устраивают «битву разумов» (заключающуюся в издавании нелепых звуков и махании руками). Поскольку ни с Эриком, ни с экстрасенсами ничего не происходит, экстрасенсы решают что их силы равны и угрожают подать на Картмана в суд. Однако, на следующее утро Картман обвиняет их в очередном убийстве, и их также немедленно арестовывают.
Кайл прекрасно понимает, что Картман — мошенник. На месте преступления он замечает настоящего маньяка и пытается сообщить об этом полиции, но ему не верят. В это время маньяк похищает Картмана. Он недоволен, что лже-экстрасенс отдаёт его славу другим людям, и, чтобы запугать, показывает слайды своих путешествий по миру; Картману действительно страшно, потому что слайды ужасно скучные.
Кайл повторяет трюк Картмана, прыгая с крыши, и тоже попадает в кратковременную кому; он решает, что это единственный способ донести до полиции нужные сведения. После того, как Кайл приходит в себя, он говорит, что стал экстрасенсом, и сообщает полиции, где живёт маньяк. Ейтц с недоверием соглашается проверить квартиру серийного убийцы. В доме маньяка полицейские находит стену с прикреплёнными кистями рук, но пренебрегают ей, решив, что это кисти правых рук, а не левых, и спокойно уходят. Однако «полицейское чутьё» подсказывает Ейтцу ещё раз задуматься над этим. После серьёзного расследования того, как выглядят перевёрнутые руки, Ейтц неожиданно понимает, что ошибся и на стене висели левые кисти рук. Он возвращается в дом маньяка и убивает его.
Когда все герои собираются в палате больницы, Кайл пытается объяснить, что он на самом деле не обладал экстрасенсорными способностями и это полная чушь, а все подобные случаи имеют своё «логическое объяснение». Ейтц доволен, что раскрыл это дело, пользуясь стандартными полицейскими методами. Тем временем находившаяся в палате группа освобождённых конкурирующих экстрасенсов вызывает Картмана на последнюю психобитву, такую же абсурдную, как и предыдущая. Кайл кричит, чтобы они прекратили, после чего в комнате лопаются все лампы и ломается вся мебель. После короткого молчания Кайл неуверенно говорит, что этому также наверняка есть «логическое объяснение».

## Пародии
- Баттерс кричит Кайлу не подлетать слишком близко к солнцу, иначе его крылья сгорят и он упадет в океан. Это отсылка на древнегреческий миф об Икаре.
- Когда Картман пытается силой мысли взорвать голову Кайла, это отсылка к фильму «Сканеры».
- Бо́льшая часть истории Картмана — попадание в кому, получение экстрасенсорных способностей и поиск убийцы — основана на романе «Мёртвая зона» Стивена Кинга и одноимённых фильме и телесериале.
- Слово «Paw», написанное на стене в подвале убийцы, — отсылка к фильму «Пила: Игра на выживание» (англ. Saw).
- Интенсивное полицейское расследование, проводимое Ейтцем, напоминает типичную серию сериала CSI.
- Чучело, изображающее мать маньяка — отсылка к фильму «Психо» Хичкока.